# Heidi Andreasen
Heidi Andreasen (Tórshavn, 18 de desembre de 1985) és una nedadora de les illes Fèroe.

## Paricipació als Campionats del món
Andreasen va participar en dues edicions dels mundials de natació, en l'edició del 2002 i en la del 2006.
Al Campionat del món del 2002, celebrat a Mar del Plata va obtenir dues medalles de plata (en S8 100 metres lliures i S8 400 metres lliures) i una de bronze (en S8 50 metres lliures).
En l'edició del 2006 a Durban no va obtenir cap medalla.

## Participació als Jocs Paralímpics
Va representar les Illes Fèroe als Jocs Paralímpics d'Estiu del 2000, on hi va guanyar tres medalles de plata (en S8 50 metres lliures, S8 100 metres lliures i S8 400 metres lliures) i un bronze (en S8 100 metres esquena).
Va ser l'única representant de les Illes Fèroe a les Olimpíades Paralímpiques d'Estiu del 2004, i hi va guanyar una única medalla de bronze als S8 400 m lliures, amb un temps de 5' 26'' 29'''.
Heidi Andreasen va tornar a competir als Jocs Paralímpics d'estiu del 2008. Va ser la portadora de la bandera de les Illes Fèroe durant la cerimònia d'obertura dels jocs. Aquest cop no va guanyar cap medalla. Va ser la seva última participació en uns Jocs Paralímpics.
A les Illes Fèroe no hi havia piscines amb les mides d'una piscina olímpica, i Andreasen es va haver d'entrenar sempre en una piscina que amidava la meitatː 25 metres.

## Palmarès
| Jocs Paralímpics | Jocs Paralímpics    | Jocs Paralímpics | Jocs Paralímpics |
| Any              | Lloc                | Medalla          | Prova            |
| ---------------- | ------------------- | ---------------- | ---------------- |
| 2000             | Sydney ( Austràlia) | Plata            | 50 m lliure S8   |
| 2000             | Sydney ( Austràlia) | Plata            | 100 m lliure S8  |
| 2000             | Sydney ( Austràlia) | Plata            | 400 m lliure S8  |
| 2000             | Sydney ( Austràlia) | Bronze           | 100 m esquena S8 |
| 2004             | Atenes ( Grècia)    | Bronze           | 400 m lliure S8  |

| Campionat Mundial de natació | Campionat Mundial de natació | Campionat Mundial de natació | Campionat Mundial de natació |
| Any                          | Lloc                         | Medalla                      | Prova                        |
| ---------------------------- | ---------------------------- | ---------------------------- | ---------------------------- |
| 2002                         | Mar del Plata ( Argentina)   | Plata                        | 100 m lliure S8              |
| 2002                         | Mar del Plata ( Argentina)   | Plata                        | 400 m lliure S8              |
| 2002                         | Mar del Plata ( Argentina)   | Bronze                       | 50 m lliures S8              |